# Comté d'Olmsted
Le comté d'Olmsted est situé dans l’État du Minnesota, aux États-Unis. Il comptait 162 847 habitants en 2020. Son siège est Rochester.